# Jednotný kancionál

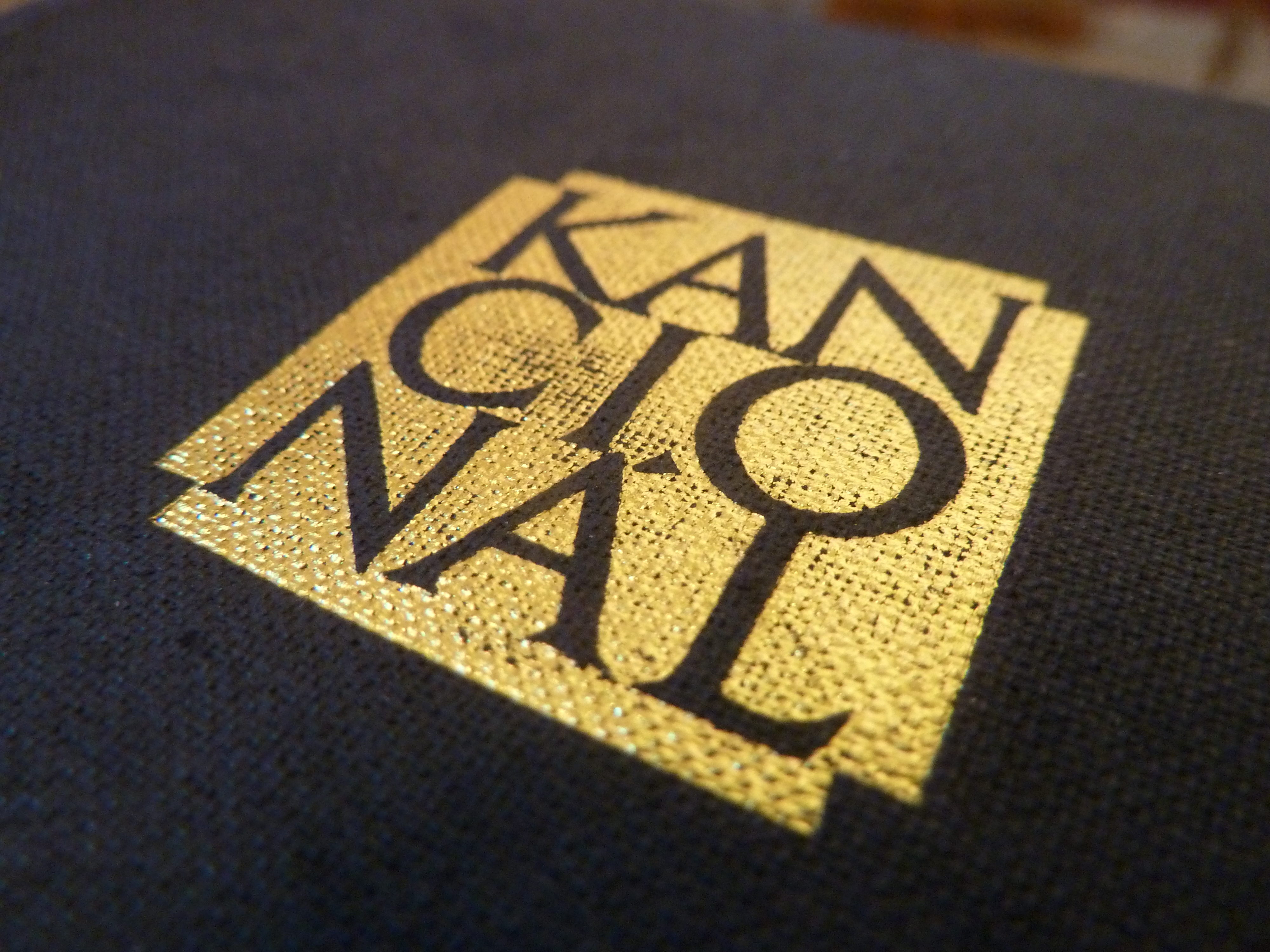
Logo jednotného kancionálu

Kancionál – společný zpěvník českých a moravských diecézí, obvykle označovaný jako jednotný kancionál, je český kancionál vydaný po druhém vatikánském koncilu pro českou a moravskou církevní provincii. Jedná se o historicky první český kancionál určený pro celé území Česka. První vydání bylo připraveno péčí Mons. Ladislava Simajchla a vyšlo v roce 1973, na pozdějších vydáních se zásadním způsobem podílel Karel Cikrle.

## Vydání a verze kancionálu

### Ústřední církevní nakladatelství / Česká katolická charita
- 1. vydání 1973
- 2. 1974
- 3. 1975
- 4. 1977,
- 5. 1979 (1. doplněné a opravené)
- 6. 1981 (2. doplněné a opravené)
- 7. 1982 (3. doplněné a opravené)
- 8. 1983 (4. doplněné a opravené)

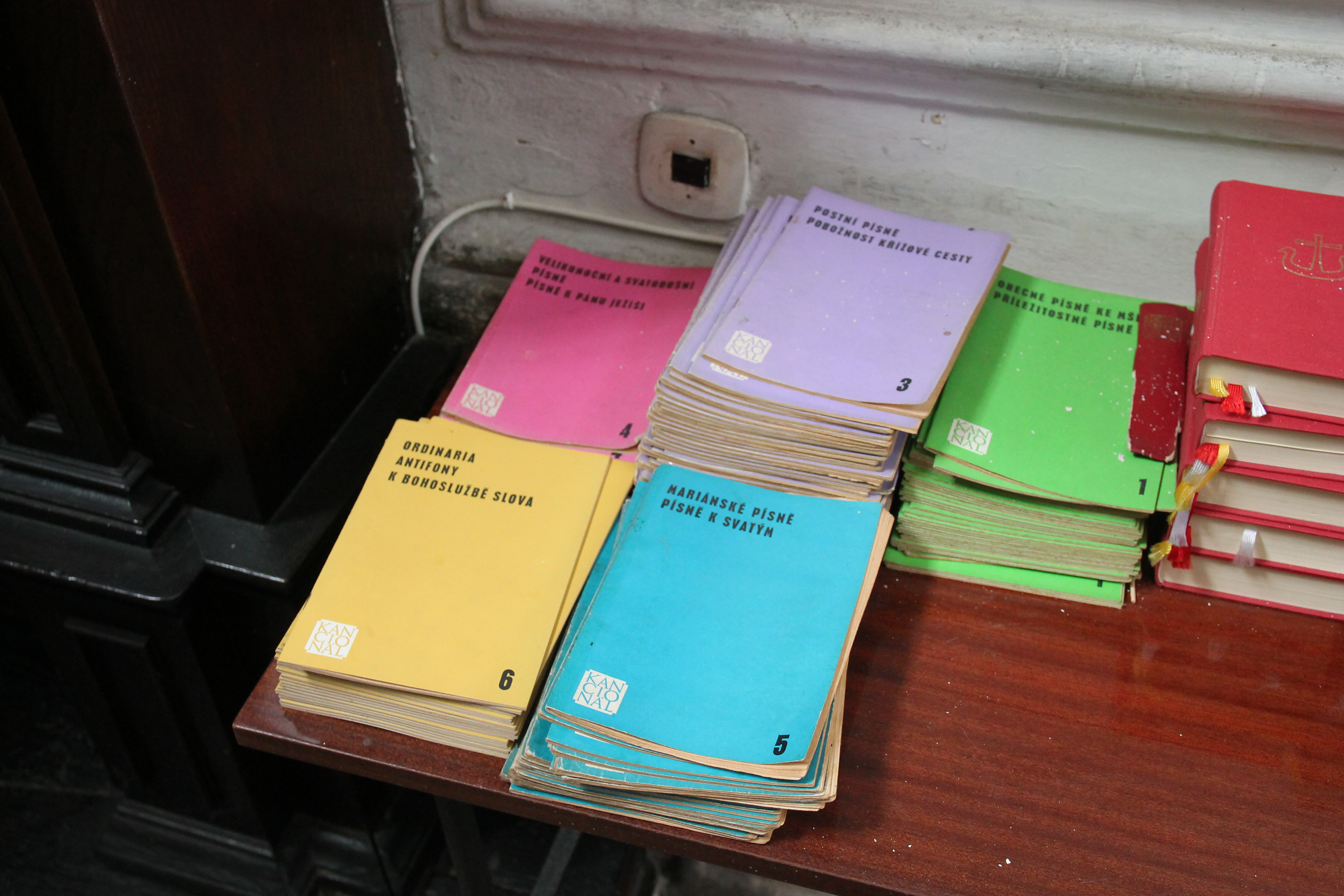
Sešitová vydání kancionálu

- (9. vydání v databázi Národní knihovny není dostupné)
- 10. 1985 (6. doplněné a opravené),
- 11. 1988 (1. rozšířené)

Národní knihovna uvádí rozporné údaje: v kolonce „nakladatelské údaje“ uvádí od 1. do 11. vydání jako vydavatele Ústřední církevní nakladatelství, ale v poznámce, rovněž od 1. do 11. vydání, uvádí, že knihu vydala Česká katolická charita, která je také jako vydavatel uvedena v tiráži ve výtiscích.
Většina vydání vyšla v modrých deskách, podle nejnovějších vydání z nakladatelství Zvon je však základní verze někdy nazývána „červený kancionál“.

### Zvon
- 11. 1990 (v nakladatelství Zvon 3. vydání), dotisk 1990, sest. Ladislav Simajchl, Karel Cikrle… e al.
- 1994[2] (17. vyd., v nakladatelství Zvon 5. vyd., 1. opravené, sest. P. Ladislav Simajchl a P. Karel Cikrle)
- 2004)[zdroj⁠?!] (v databázi Národní knihovny nenalezeno)

### Rozšířené vydání pro olomouckou arcidiecézi
- 1992, Zvon, 1. rozšířené vydání pro olomouckou arcidiecézi, ed. Ladislav Simajchl, Karel Cikrle, Oldřich Ulman aj.
- 1997 a 1999 pro olomouckou arcidiecézi[1] (v databázi Národní knihovny nenalezeno)

### Rozšířené vydání pro diecéze moravské církevní provincie
- 2003: rozšířené vydání pro diecéze moravské církevní provincie (vydáno 2003[zdroj⁠?!] (v databázi Národní knihovny nenalezeno)

### S dodatkem pro královéhradeckou diecézi
Zelený kancionál.
- 2004: s dodatkem pro královéhradeckou diecézi (vydáno 2004)[zdroj⁠?!] (v databázi Národní knihovny nenalezeno)

### Elektronický kancionál
Na adrese kancional.cz se 22. prosince 2013 objevil tzv. „elektronický kancionál“, od února 2014 dostupný i v několika verzích elektronické knihy. V srpnu 2014 byl provoz webu z důvodu nevyřešených autorských práv na neurčitou dobu pozastaven. V listopadu 2014 Česká biskupská konference na poradě rozhodla, že po vyřešení autorských práv a po dojednání obsahu a formy (což mělo být kolem dubna 2015) elektronický kancionál bude zdarma k dispozici. Podle zprávy z 23. prosince 2016 byl vyřešen problém s autorskými právy ke kancionálu a web kancional.cz byl údajně po 1 roce a 14 dnech výpadku znovu zprovozněn.
Koncem roku 2016 o sobě web deklaruje, že je elektronickou kopií knižního vydání Kancionálu – společného zpěvníku českých a moravských diecézí včetně obou jeho dodatků – Olomouckého a Královéhradeckého podle jeho nejnovějšího vydání, avšak že projekt ještě není dokončen, takže některé písně nebo noty k nim mohou chybět. Postupně mají přibývat i hudební nahrávky písní. Dobrovolníci zaangažovaní na přepisu kancionálu se organizují na přidruženém blogu; při jednáních s církevními představiteli je v roce 2015 zastupoval kněz Radek Tichý, jinak administrátor farnosti v Praze-Stodůlkách. Zprávy na blogu psané v první osobě jednotného čísla jsou nepodepsané, nicméně jako vývojář webové aplikace je uveden Ondřej Geršl.
V současnosti (2020) existuje kancionál i ve verzi aplikace pro mobilní telefony.

## Práva a vydavatelé
Národní knihovna eviduje vydání do roku 1988, kdy vydavatelem byla Česká katolická charita pro Ústřední církevní nakladatelství, a dvě vydání z nakladatelství Zvon z let 1990 a 1992. Novější vydání databáze NK ČR neobsahuje.
Podle informace na Elektronickém kancionálu (2016) práva na kancionál vlastní Česká biskupská konference, elektronická verze spadá pod web Liturgie.cz a je schválena Českou biskupskou konferencí a tištěnou verzi vydává Katolický týdeník s.r.o. a distribuuje jej v knihkupectvích s katolickou literaturou.

## Obsah
Jednotný kancionál obsahuje kromě rozčleněných písní v úvodní části nejdůležitější křesťanské modlitby (Otčenáš, Zdrávas Maria, Anděl Páně, Vyznání víry atp.). Dále obsahuje další modlitby, zpovědní zrcadla, mešní řád, litanie, denní modlitbu církve, křížovou cestu ap.
Písně jsou rozčleněny dle liturgických období, každé období má charakteristickou počáteční číslici:
- 1xx – roráty a jiné adventní písně
- 2xx – vánoční písně a koledy
- 3xx – postní písně
- 4xx – velikonoční písně (401–413), Nanebevstoupení Páně (415) a svatodušní písně (421–425)
- 5xx – ordinária (501–509; Josefa Olejníka, Karla Břízy, Petra Ebena atd.) a obecné mešní písně
- 6xx – běžná responsoria k bohoslužbě, taktéž rozčleněna dle příležitostí (60x – advent, 61x – Vánoce, 62x – Velikonoce, 63x – Eucharistie, 64x – Maria a svatí, 65x – díky, chvála, důvěra, 66x – kající, prosby, 67x – za zemřelé, 68x – různé, 69x – verš před evangeliem
- 7xx – písně k Pánu Ježíši
- 8xx – mariánské písně (801–820), písně ke svatým (821–845), k Andělům strážným (870)
- 9xx – příležitostné písně

Písně jsou v rámci sekcí řazeny abecedně (kromě adventních a vánočních zpěvů, které jsou řazeny zejména dle pořadí v ordináriu.) Písně z rozšířených vydání mají čísla ke konci řad (x8x, x9x). Pod číslem 991 je tak např. v královéhradeckém vydání kancionálu vedena česká státní hymna Kde domov můj.
Na závěr kancionál uvádí přehled zdrojů písní a skladatelů.